# Quỳnh Văn
Quỳnh Văn là một xã thuộc tỉnh Nghệ An, Việt Nam. Xã được hình thành trên cơ sở sáp nhập các xã Quỳnh Tân, Quỳnh Thạch và Quỳnh Văn của huyện Quỳnh Lưu trong đợt Sáp nhập tỉnh thành Việt Nam 2025.

## Địa lý
Xã Quỳnh Văn có vị trí địa lý:
- Phía Đông giáp xã Quỳnh Anh và phường Quỳnh Mai;
- Phía Nam giáp xã Quỳnh Anh và xã Quỳnh Sơn;
- Phía Tây giáp xã Quỳnh Tam và xã Quỳnh Thắng;
- Phía Bắc giáp xã Quỳnh Thắng.

Xã Quỳnh Văn có diện tích tự nhiên 53,35 km².

## Hành chính và tên gọi
Xã Quỳnh Văn được thành lập theo Nghị quyết số 1678/NQ-UBTVQH15 của Ủy ban Thường vụ Quốc hội Việt Nam, ban hành ngày 16 tháng 6 năm 2025. Theo đó, sắp xếp toàn bộ diện tích tự nhiên, quy mô dân số của các xã Quỳnh Tân, Quỳnh Thạch và Quỳnh Văn thuộc huyện Quỳnh Lưu trước đây thành một xã mới có tên gọi là xã Quỳnh Văn.
Trước đó, theo Đề án sắp xếp đơn vị hành chính cấp xã tỉnh Nghệ An, xã này là xã Quỳnh Lưu 2.
Sau sắp xếp xã có diện tích tự nhiên: 53,35 km², quy mô dân số: 42.927 người.